# Arkanserpeton
Arkanserpeton arcuatum
Genre
Espèce
Arkanserpeton est un genre fossile de temnospondyle dissorophoïde. Ce genre et son espèce type Arkanserpeton arcuatum sont, en 2022, nomen dubium de l'ordre des Temnospondyli.

## Systématique
Le genre Arkanserpeton et l'espèce Arkanserpeton arcuatum ont été décrits en 1932 par le paléontologue américain Henry H. Lane (d).

## Présentation
L'espèce Arkanserpeton arcuatum est représentée par un fémur isolé fragmentaire et un arc neural isolé. 
Ce taxon n'est pas considéré comme suffisamment diagnostiqué et est donc considéré comme nomen dubium par Rainer R. Schoch (d) et Andrew Robert Milner (d) (2014).

## Publication originale
- (en) H. H. Lane, « A new Stegocephalian from the Pennsylvanian of Arkansas », University of Kansas Science Bulletin, vol. 20, no 17,‎ mai 1932, p. 313-317 (ISSN 0022-8850, DOI 10.5962/BHL.PART.19200, lire en ligne).